# Konrad Jacobs
Konrad Jacobs (Rostock, 24 de agosto de 1928 – 26 de julho de 2015) foi um matemático alemão.
Trabalha principalmente com teoria das probabilidades, combinatória, teoria da informação e sistemas dinâmicos.

## Obras
como autor
- Neuere Methoden und Ergebnisse der Ergodentheorie. Springer, Berlin 1960 (Ergebnisse der Mathematik und ihrer Grenzgebiete/Neue Folge; Bd. 29).
- Einführung in die Kombinatorik. 2. Aufl. De Gruyter, Berlin 2004, ISBN 3-11-016727-1 (zusammen mit Dieter Jungnickel).
- Measure and Integral. Academic Press, New York 1978, ISBN 0-12-378550-2 (Probability and mathematical statistics).
- Invitation to Mathematics. University Press, Princeton, N.J. 1992, ISBN 0-691-02528-2 (entstand nach einer Vorlesung für Philosophen).
- Discrete Stochastics. Birkhäuser, Basel 1992, ISBN 3-7643-2591-7 (Basler Lehrbücher; 3).
- Resultate. Ideen und Entwicklungen in der Mathematik. Vieweg, Braunschweig 1987/90.

1. Proben mathematischen Denkens. 1987, ISBN 3-528-08980-6.
2. Der Aufbau der Mathematik. 1990, ISBN 3-528-08981-4.

- Neuere Ergebnisse der Mathematik. In: Naturwissenschaften, Jg. 69 (1982), S. 21-28.

como editor
- Selecta Mathematica. Springer, Berlin 1969/79

1. Konrad Jacobs: Maschinenerzeugte 0-1-Folgen. Rot und Schwarz. Das Äquivalenzprinzip von E. S. Andersen. Die kombinatorischen Arcsingesetze von G. Baxter und J. Imhof. Der Heiratssatz. 1969 (Heidelberger Taschenbücher; 48).
2. Heinz-Dieter Ebbinghaus u.a. Turing-Maschinen und berechenbare Funktionen. Konrad Jacobs Turing-Maschinen und zufällige 0-1 Folgen. Hans Hermes Entscheidungsproblem und Dominospiele. Ebbinghaus Entscheidbarkeit. 1970 (Heidelberger Taschenbücher; 67).
3. Nicolaas Govert de Bruijn Pólyas Abzähl-Theorie. Muster für Graphen und chemische Verbindungen. Gerhard Ringel Das Kartenfärbungsproblem. Anatole Beck, M. N. Bleicher Einlagerung konvexer Mengen in eine ähnliche Menge. Jacobs Extremalpunkte konvexer Mengen. H. R. Müller Trochoidenhüllbahnen und Rotationskolbenmaschinen. 1971 (Heidelberger Taschenbücher; 71). Der letzte Aufsatz behandelt die Geometrie des Wankelmotors.
4. Konrad Jacobs: Einige Grundbegriffe der topologischen Dynamik. Poincaŕes Wiederkehrsatz. Gleichverteilung mod 1. Markov-Prozesse mit endlichvielen Zuständen. Joachim Rosenmüller Konjunkturschwankungen. 1972, ISBN 3-540-05782-X (Heidelberger Taschenbücher; 98).
5. Anatole Beck Ein Paradoxon. Der Hase und die Schildkröte. Hermann Boerner Variationsrechnung à la Caratheodory und das Zermelosche Navigationsproblem. Michael Keane Geodätische Strömungen. Helmut Rüßmann Konvergente Reihenentwicklungen in der Störungstheorie der Himmelsmechanik. 1979, ISBN 3-540-09407-5 (Heidelberger Taschenbücher; 201). Der Aufsatz von Rüssmann behandelt die KAM-Theorie.

Algumas publicaçõpes disponíveis online:
- Jacobs „Neuere Ergebnisse der Ergodentheorie“, Jahresbericht DMV 1965
- Jacobs „Zur Theorie der Markoffschen Prozesse“, Mathematische Annalen 1957
- Jacobs „Ergodentheorie und fastperiodische Funktionen auf Halbgruppen“, Mathematische Zeitschrift 1956
- Jacobs „Über die Übertragung von diskreten Informationen durch periodische und fastperiodische Kanäle“, Mathematische Annalen 1959